# Stade Pocitos
Le stade Pocitos (espagnol : Estadio Pocitos) est un ancien stade de football uruguayen aujourd'hui disparu. Il était basé à Montevideo et avait une capacité de 10 000 places. Il est le stade du Club Atlético Peñarol de 1921 à 1933.
Il est inauguré le 6 novembre 1921 à l'occasion d'un match de football entre le Club Atlético Peñarol et le Club Atlético River Plate. Le Club Atlético Peñarol quitte le stade Pocitos en 1933 pour rejoindre le Stade Centenario, le stade Pocitos est démoli en 1940.

## Histoire
Le stade est dessiné par l'architecte Juan Antonio Scasso et est inauguré le 6 novembre 1921 lors d'une rencontre en le CA Peñarol et le CA River Plate[réf. nécessaire].

### Coupe du monde 1930
L'un des deux premiers matchs de l'histoire de la coupe du monde de football se déroule au stade Pocitos. Le 13 juillet 1930, la France y rencontre le Mexique. À la 19e minute, Lucien Laurent marque le premier but de l'histoire de la Coupe du monde, 4 minutes avant l'Américain Bart McGhee.
Un second match de la coupe du monde se déroule également dans ce stade le lendemain. Dans le cadre du groupe C, la Roumanie s'impose sur le score de 3-1 face au Pérou.[réf. nécessaire]

### Abandon et démolition
En 1933, le Club Atlético Peñarol, résidant du stade depuis sa construction en 1921, déménage pour le stade Centenario, jugé plus adapté « à la popularité déjà hors norme du club à l'époque ». Le stade est détruit en 1940 dans le cadre d'un plan d'urbanisation.

### Redécouverte

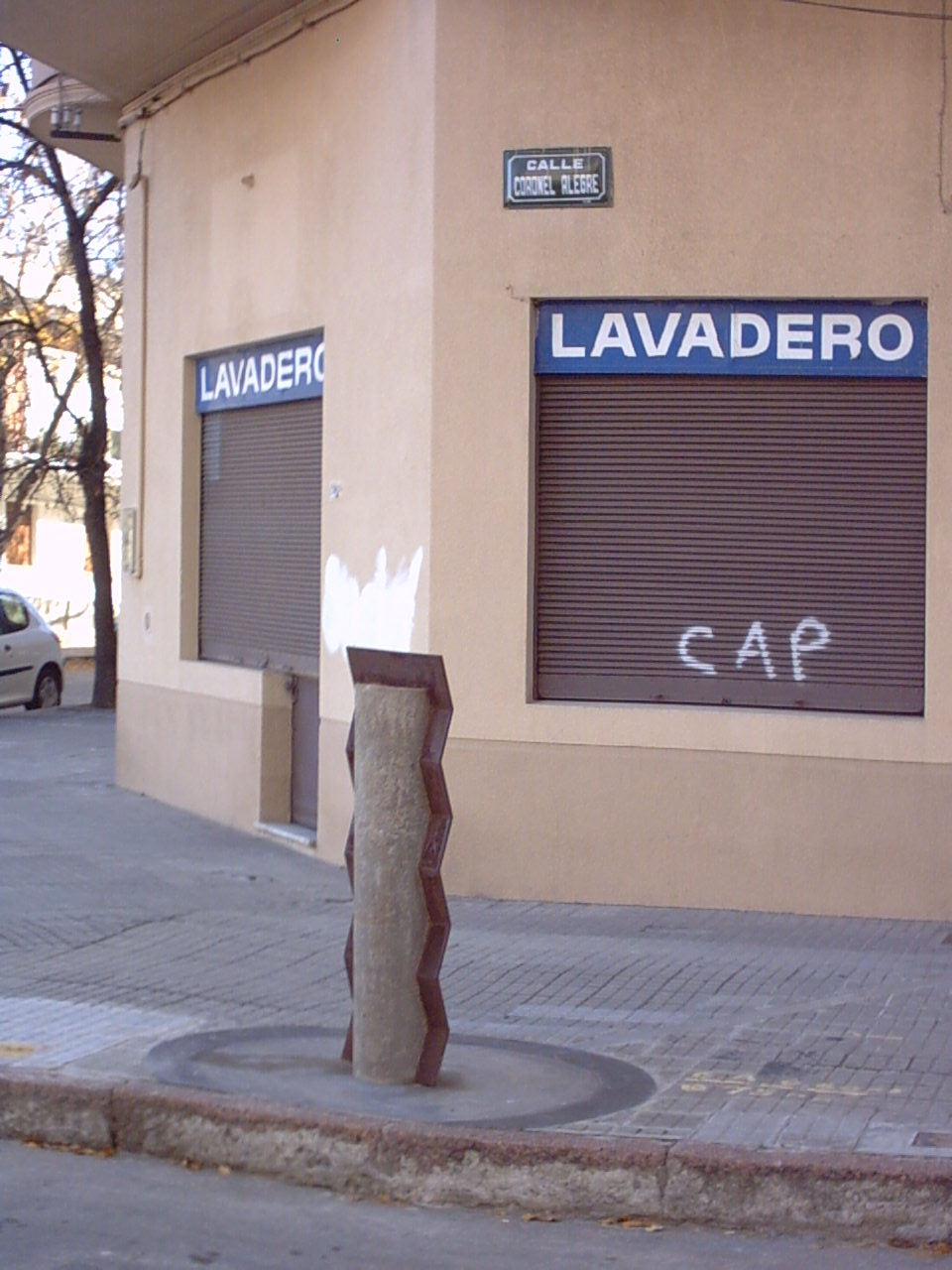
Sculpture indiquant l'emplacement du rond central du stade Pocitos.

Oublié après sa destruction, l'architecte uruguayen Hector Enrique Benech décide de chercher son emplacement au début des années 2000. Il arrive à le localiser en 2006, après 4 ans de recherches. Une plaque commémorative et deux sculptures d'Eduardo di Mauro marque dorénavant l'emplacement du stade.

## Infrastructures
Le stade avait une capacité de 10 000 places.